# Neuschenhof

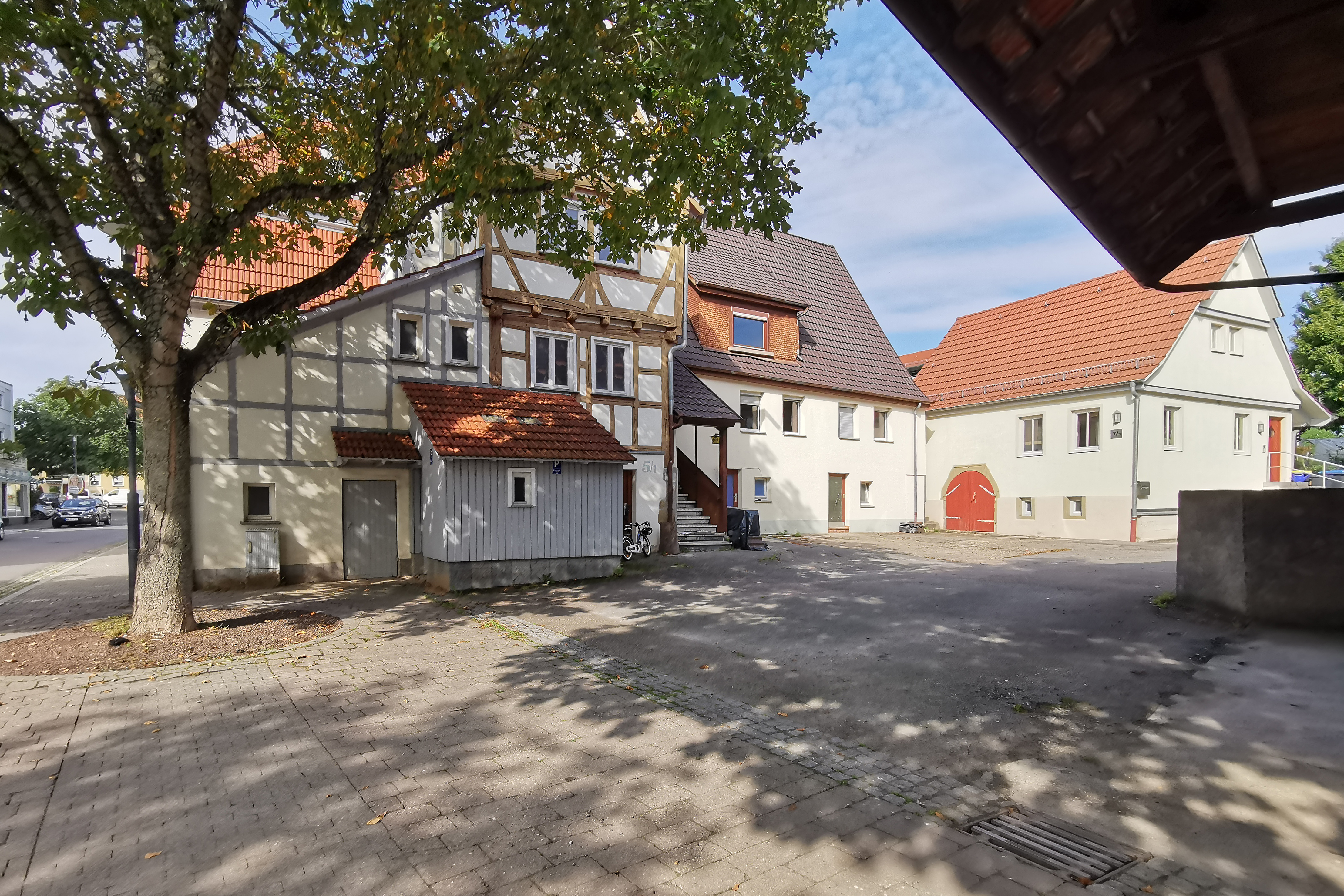
Neuschenhof in Rommelshausen (2021)

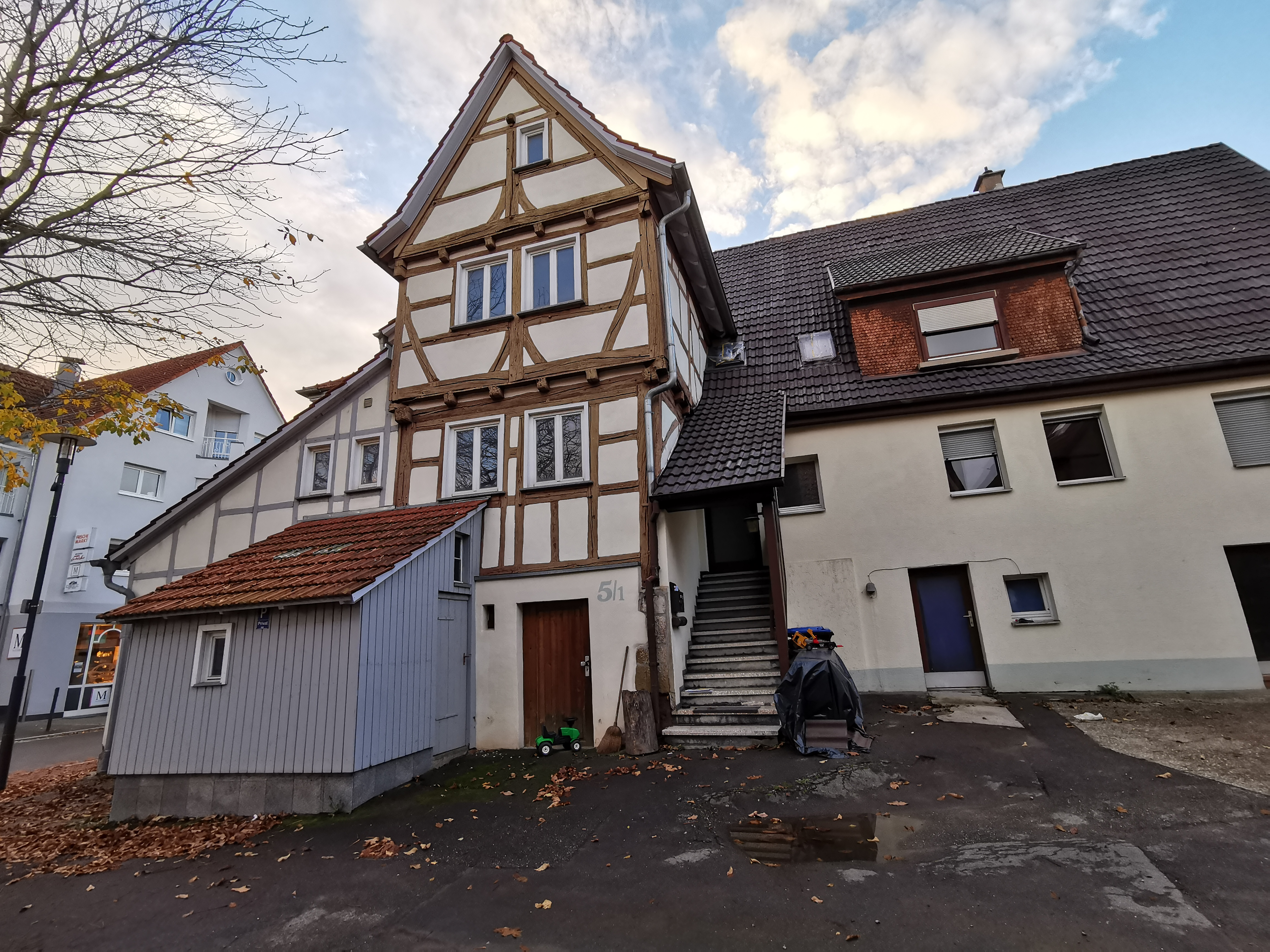
Gebäude 5 (2021)

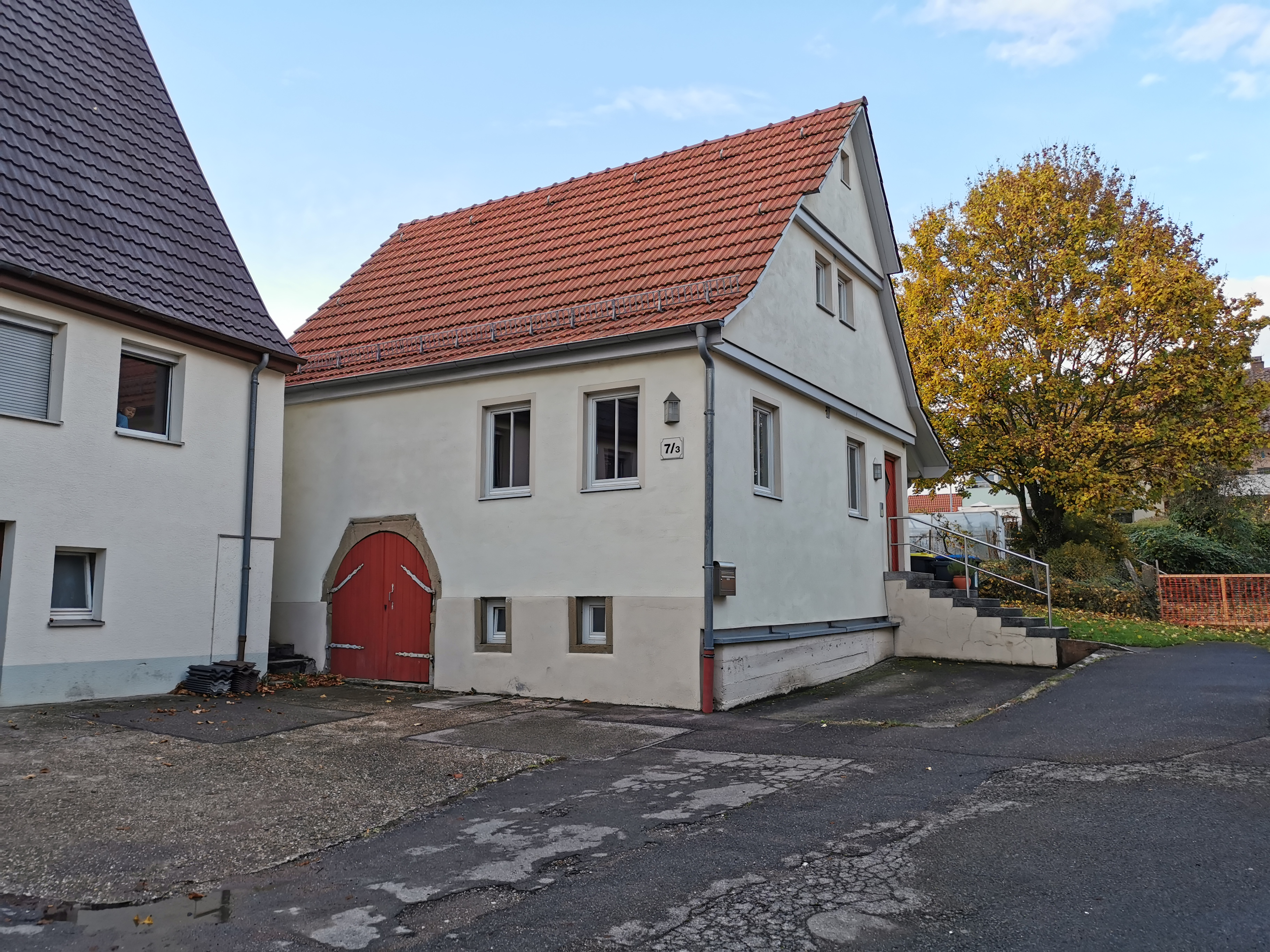
Gebäude 7/3 (2021)

Der Neuschenhof ist ein Kulturdenkmal bei der Stettener Straße 5 in Rommelshausen, unweit des neuen Rathauses.

## Lage
Der Hof befindet sich im Ortszentrum von Rommelshausen, nahe dem neuen Rathaus und dem Bürgerzentrum.

## Gebäude
Das Gebäude Nr. 5 bildet gemeinsam mit der Nr. 7/3 ein sogenanntes Hakengehöft und steht als Sachgesamtheit unter Denkmalschutz.
Eine Besonderheit des Gebäudes Nr. 5 ist der Keller. Des Weiteren befinden sich im Inneren des Gebäudes Fachwerkmalereien.

## Geschichte
Der einst stattliche Hof wurde erstmals 1473 als Pfasserhof erwähnt, ging dann aber nach 1500 in den Neuschenhof auf. Der Hof ist vermutlich nach dem damaligen Besitzer benannt.
Die Stettener Straße, in der sich der Hof befindet hieß früher Neuschengasse.
Das Gebäude Nr. 5 wurde 1750 unter Verwendung älterer Bauteile erbaut und ist vermutlich das letzte Gebäude des Hofes. Der Zwerchanbau stammt aus dem 16. Jahrhundert, der Remisenanbau aus dem 19. bzw. 20. Jahrhundert.
Das Gebäude wurde im Laufe der Jahre unterschiedlich genutzt. Auch als Gasthaus mit Saalanbau auf der Rückseite.
2003 wurde das Gebäude renoviert.